# SM UB-29
SM UB-29 – niemiecki jednokadłubowy okręt podwodny typu UB II zbudowany w stoczni AG Weser, w Bremie, w roku 1915. Zwodowany na początku 1916 roku, wszedł do służby w Kaiserliche Marine 18 stycznia 1916 roku. W czasie swojej służby, SM UB-29 odbył 17 patroli, podczas których zatopił 36 jednostek nieprzyjaciela.

## Budowa
SM UB-29 należał do typu UBII, który był następcą typu UB I. Był średnim jednokadłubowym okrętem przeznaczonymi do działań przybrzeżnych, o prostej konstrukcji, długości 36,13 metrów, wyporności w zanurzeniu 263 BRT, zasięgu  6450 Mm przy prędkości 5 węzłów na powierzchni oraz 45 Mm przy prędkości 4 węzły w zanurzeniu. W typie UBII poprawiono i zmodernizowano wiele rozwiązań, uważanych za wadliwe w typie UBI. Zwiększono moc silników, zaś pojedynczy wał napędowy zastąpiono dwoma.

## Służba
Dowódcą okrętu został 18 stycznia 1916 roku mianowany Oberleutnant zur See Herbert Pustkuchen. Pustkuchen dowodził okrętem do 2 listopada 1916 roku. 8 marca jednostka został przydzielona do Flotylli treningowej i operowała w obszarze kanału La Manche, północnych wybrzeży Francji oraz Morza Celtyckiego.

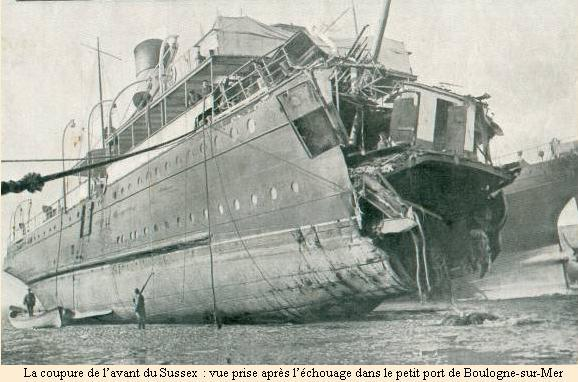
SS „Sussex” w porcie Boulogne-sur-Mer, po ataku przez UB-29.

Pierwszym zatopionym przez UB-29 statkiem był należący do Soc. Anon. des Chargeurs de l’Ouest, Nantes, zbudowany w 1913 roku francuski parowiec o pojemności „Nominoe” (3155 BRT). 19 marca stojący na redzie koło Lowestoft statek został storpedowany i zatonął. W czasie tego samego patrolu UB-29 zatopił jeszcze 3 statki: 20 marca norweski „Langeli” (1565 BRT) oraz duński „Skodsborg” (1697 BRT), a 24 marca brytyjski „Salybia” (3352 BRT). Także 24 marca UB-29 storpedował i poważnie uszkodził francuski prom pasażerski SS Sussex pływający na trasie z Folkestone do Dieppe. Zbudowany w 1896 roku przez William Denny and Brothers w Dumbarton parowiec o pojemności 1353 BRT został zaatakowany około 18 mil na północny zachód od Boulogne. Spośród 325 pasażerów oraz 50 członków załogi śmierć poniosło co najmniej 50 osób, chociaż pisano także o liczbie dochodzącej nawet do 100. Wśród nich był hiszpański pianista Enrique Granados, jego żona oraz brytyjski tenisista i piłkarz Manliffe Goodbody. Na pokładzie znajdowało się kilkudziesięciu obywateli amerykańskich, z których kilku zostało rannych. Atak na SS „Sussex” spowodował ostrą reakcję prezydenta Woodrowa Wilsona, który przed Kongresem wysunął ultimatum do Cesarstwa Niemiec: albo Kaiserliche Marine zaprzestanie ataków na nieuzbrojone statki albo zostaną wyciągnięte poważne konsekwencje dyplomatyczne. 4 maja 1916 roku Niemcy odpowiedzieli na ultimatum Wilsona zmianą swojej polityki użycia okrętów podwodnych, która zwana jest "obietnicą Sussex". Polegała ona na zapewnieniu, że Kaiserliche Marine nie będzie atakować statków pasażerskich, natomiast zapewni bezpieczną ewakuację pasażerom i załogom statków handlowych przed ich zatopieniem. Obietnica obowiązywała do lutego 1917 roku.
W czasie kolejnego patrolu w kanale La Manche, na początku kwietnia 1916, UB-29 zatopił cztery statki: brytyjski „Vesuvio” (1391 BRT), duński „Langeli” (1134 BRT) francuski kuter rybacki „Marguerite” (42 BRT) oraz brytyjski „Braunton”. „Braunton” był zbudowanym w Stockton w 1911 roku parowcem pływającym jako statek transportowy  w Tatem Steam Navigation Co., Ltd. z Cardiff. 7 kwietnia 1916 roku został storpedowany i zatonął około 4,5 mili na południowy zachód od Beachy Head.
25 kwietnia w okolicach Lowestoft UB-29 zaatakował i uszkodził brytyjski krążownik lekki HMS Penelope.
Największym zatopionym przez UB-29 statkiem był zbudowany w 1912 roku w Bartram & Sons Ltd. z Sunderland brytyjski parowiec „Torridge” o pojemności 5036 BRT. Statek płynął pod balastem z Genui do Tyne. Został zatrzymany i zatopiony poprzez podłożenie ładunków wybuchowych około 40 mil na południowy zachód od przylądka Start Point w South Hams. Ostatnim zatopionym pod dowództwem Pustkuchena statkiem był francuski żaglowiec „Saint Charles”. Płynący z ładunkiem ryb statek został zatrzymany i zatopiony 28 października 1916 roku na zachód od Brestu.
3 listopada nowym dowódcą został Oberleutnant zur See Erich Platsch. Pierwszym zatopionym pod dowództwem Platscha statkiem był norweski parowiec „Bossi” o pojemności 1462 BRT. 1 grudnia statek został zatrzymany i zatopiony 33 mil na południowy zachód od Lizard. Ostatnim statkiem zatopionym przez UB-29 był norweski parowiec „Meteor” o pojemności 4217 BRT. Statek płynął z ładunkiem drobnicowym z Filadelfii do Londynu. 25 mil na południowy zachód od Scilly statek został zatopiony w ataku torpedowym.
13 grudnia 1916 roku UB-29 zatopiony przez zrzucone z HMS „Landrail” dwie bomby głębinowe w Goodwin Sands (około 10 km od Deal). Nikt z załogi nie przeżył.
W czasie swojej służby UB-29 odbył 17 patroli, zatopił 36 statków nieprzyjaciela o łącznej pojemności 47 107 BRT, uszkodził 2 statki nieprzyjaciela o łącznej pojemności 3713 BRT, zajął jako pryz dwa (2170 BRT) oraz uszkodził jeden okręt o wyporności 3750 ton.